# Taeko Namba
Taeko Namba (jap. 難波 多慧子, Namba Taeko; * um 1936) ist eine ehemalige japanische Tischtennisspielerin. In den 1950er Jahren gewann sie bei Weltmeisterschaften drei Goldmedaillen.

## Werdegang
Taeko Namba ist Linkshänderin, sie spielte mit Penholder-Schlägerhaltung.
Sie gewann 1957 die japanische Studentenmeisterschaft. Erstmals wurde sie 1956 für die Weltmeisterschaft in Tokio nominiert. Dabei erreichte sie im Doppel mit Kiyoko Tasaka das Viertelfinale. Bei der WM 1957 wurde sie mit der Mannschaft Weltmeister, im Mixed mit Keisuke Tsunoda belegte sie Platz drei. Zwei weitere WM-Titel gewann sie 1959, nämlich wieder mit der Mannschaft sowie im Doppel mit Kazuko Yamaizumi.
Weitere internationale Erfolge erzielte sie bei den Asienspielen 1958, wo sie im Einzel und im Teamwettbewerb Erste wurde. 1959 belegte sie in der ITTF-Weltrangliste Platz neun.
Taeko Namba heiratete 1960 und beendete daraufhin ihre Karriere als Leistungssportlerin.

## Turnierergebnisse
| Verband | Veranstaltung     | Jahr | Ort       | Land | Einzel        | Doppel        | Mixed         | Team |
| ------- | ----------------- | ---- | --------- | ---- | ------------- | ------------- | ------------- | ---- |
| JPN     | Asienspiele       | 1958 | Tokio     | JPN  | Gold          |               | Halbfinale    | 1    |
| JPN     | Weltmeisterschaft | 1959 | Dortmund  | FRG  | Viertelfinale | Gold          | Viertelfinale | 1    |
| JPN     | Weltmeisterschaft | 1957 | Stockholm | SWE  | letzte 64     | Viertelfinale | Halbfinale    | 1    |
| JPN     | Weltmeisterschaft | 1956 | Tokio     | JPN  | letzte 32     | Viertelfinale | letzte 16     |      |